# Bunium hermonis
Bunium hermonis är en flockblommig växtart som först beskrevs av George Edward Post, och fick sitt nu gällande namn av Kljuykov. Bunium hermonis ingår i släktet jordkastanjer, och familjen flockblommiga växter. Inga underarter finns listade i Catalogue of Life.